# Uncompahgre Peak
Uncompahgre Peak (4361 m n.p.m.) – szósty pod względem wysokości szczyt w amerykańskim stanie Kolorado, jak również najwyższy szczyt Gór San Juan, części Gór Skalistych. Położony na obszarze rezerwatu przyrody Uncompahgre Wilderness, w północnej części Hrabstwa Hinsdale około 11 km na zachód od miejscowości Lake City.
Główne wejście na Uncompahgre Peak jest szlakiem numer 239 z drogi Henson Creek, około 6 km na zachód od Lake City przy Nellie Creek. Szlak na szczyt jest dość stromy i trudny do sforsowania, wznosi się 900 m na dystansie 8 km.